# Цзинмэй (станция метро)
«Цзинмэй» (англ. Jingmei; кит. 景美) — станция Тайбэйского метрополитена линии Синьдянь. Находится на территории района Вэньшань в Тайбэе. Станция была открыта 11 ноября 1999 года. Располагается между станциями «Ваньлун» и «Дапинлинь».

## Техническая характеристика
«Цзинмэй» — однопролётная станция. На станции есть три выхода в город. Все три выхода оснащены эскалаторами, один выход оснащён лифтом для пожилых людей и инвалидов.  24 января 2018 года на станции были установлены автоматические платформенные ворота.

## Близлежащие достопримечательности
Рядом со станциях находятся парк Сяньцзи и ночной рынок Цзинмэй.